# ميلتون غرين
ميلتون غرين (بالإنجليزية: Milton Green)‏ هو منافس ألعاب قوى أمريكي، ولد في 31 أكتوبر 1913، وتوفي في 30 مارس 2005.